# Cantó de Saussilanjas
El cantó de Saussilanjas és un cantó francès del departament del Puèi Domat, situat al districte de Suire. Té 17 municipis i el cap és Saussilanjas.

## Municipis
- Bansat
- Brenat
- Chaméane
- Égliseneuve-des-Liards
- Parentignat
- Les Pradeaux
- Saint-Étienne-sur-Usson
- Saint-Genès-la-Tourette
- Saint-Jean-en-Val
- Saint-Martin-des-Plains
- Saint-Quentin-sur-Sauxillanges
- Saint-Rémy-de-Chargnat
- Saussilanjas
- Sugères
- Usson
- Varennes-sur-Usson
- Vernet-la-Varenne

## Història
| Data d'elecció                           | Identitat       | Partit           | Qualitat |
| ---------------------------------------- | --------------- | ---------------- | -------- |
| 1961-1967                                | M. Laroche      | RI               |          |
| 1967-1973                                | Abel Gauthier   | SFIO, després PS |          |
| 1973-1979                                | M. Mazet        | UDF              |          |
| 1979-1998                                | André Brugère   | PS               |          |
| 1998-                                    | Bernard Sauvade | PS               |          |
| les dades anteriors no són pas conegudes |                 |                  |          |
|                                          |                 |                  |          |

## Demografia
| 1962  | 1968  | 1975  | 1982  | 1990  | 1999  | 2007  |
| ----- | ----- | ----- | ----- | ----- | ----- | ----- |
| 5.466 | 5.848 | 5.599 | 5.475 | 5.510 | 5.647 | 6.277 |